# Armeria macrophylla
Armeria macrophylla är en triftväxtart som beskrevs av Pierre Edmond Boissier och Georges François Reuter. Armeria macrophylla ingår i släktet triftar, och familjen triftväxter. Inga underarter finns listade i Catalogue of Life.

## Bildgalleri

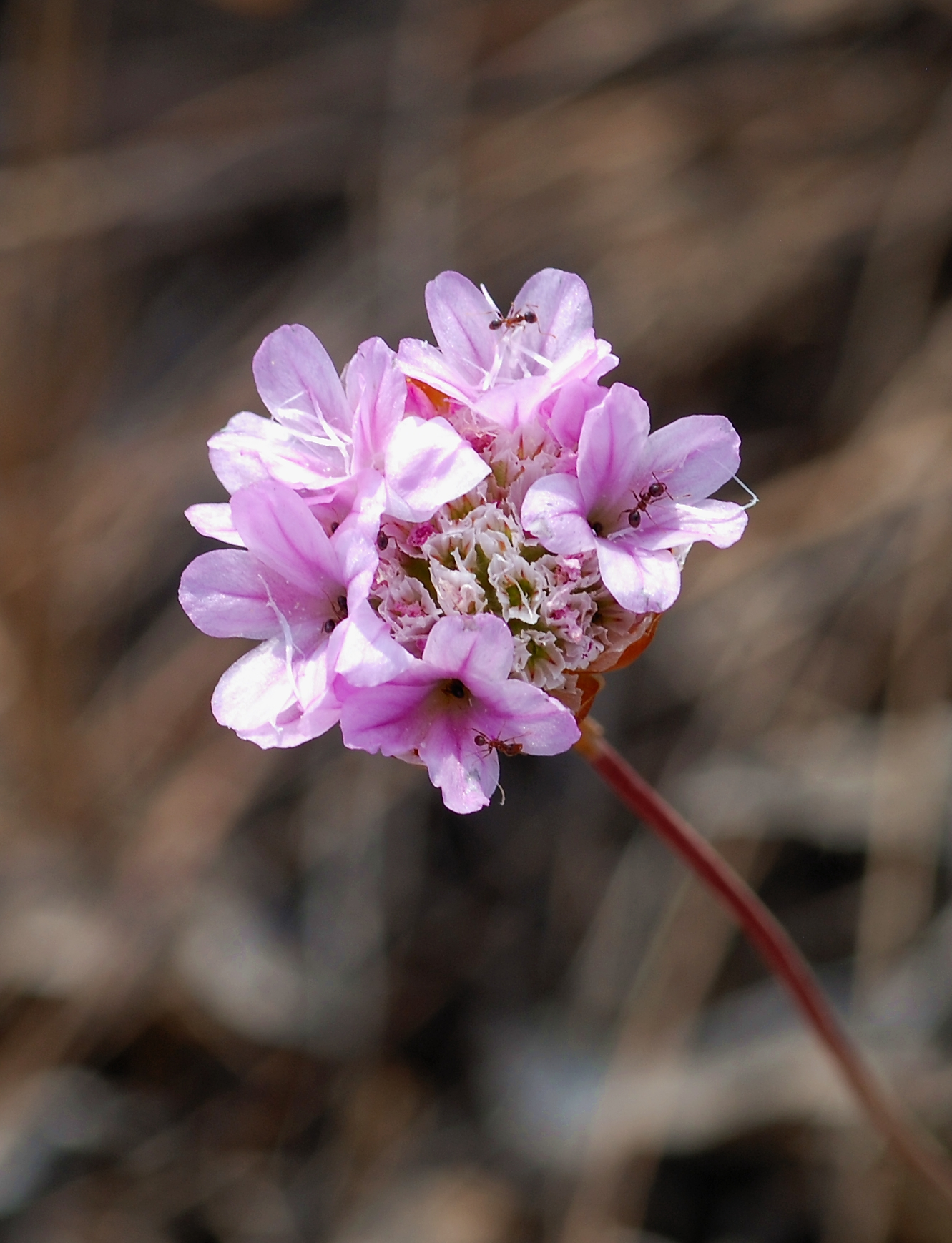
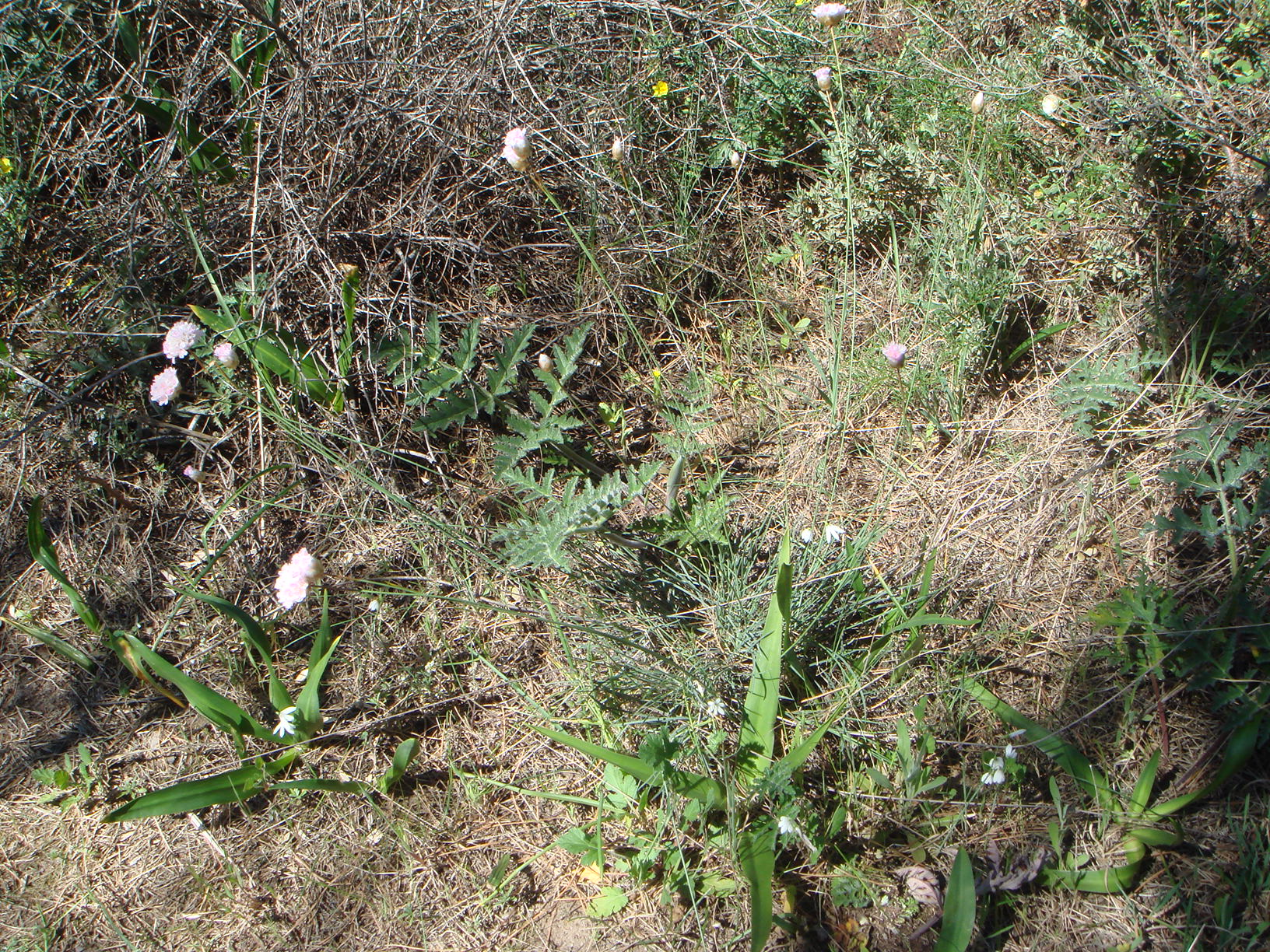
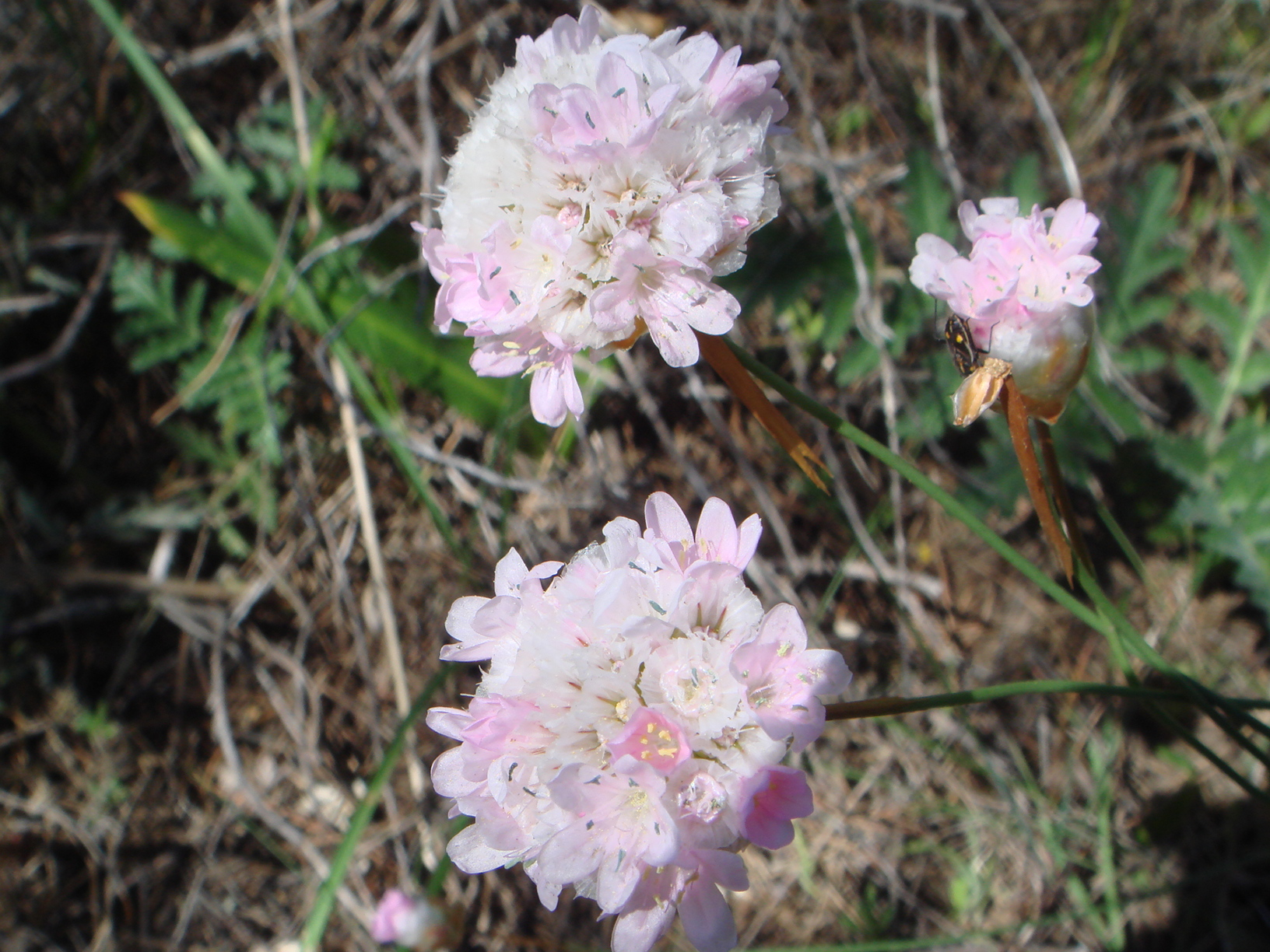
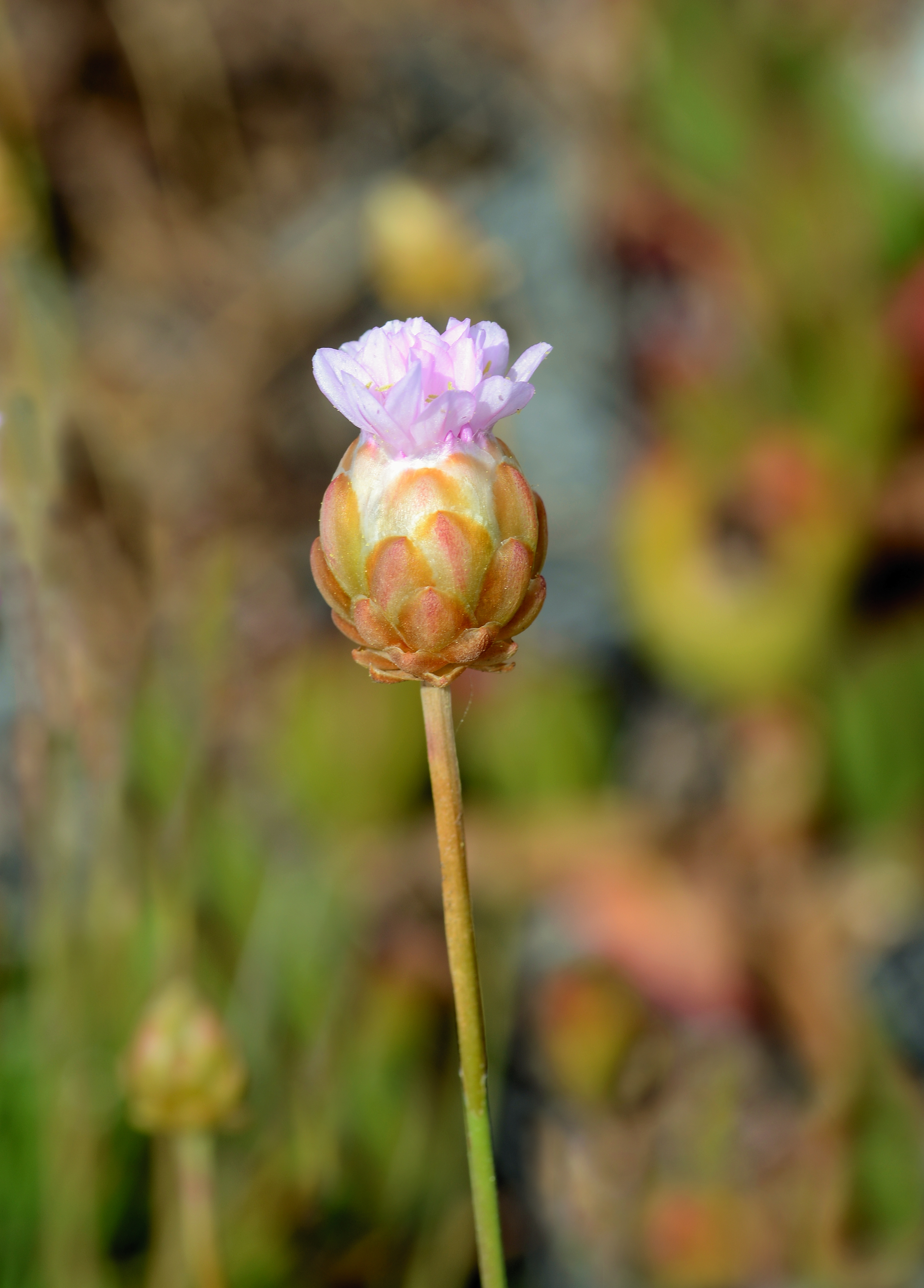
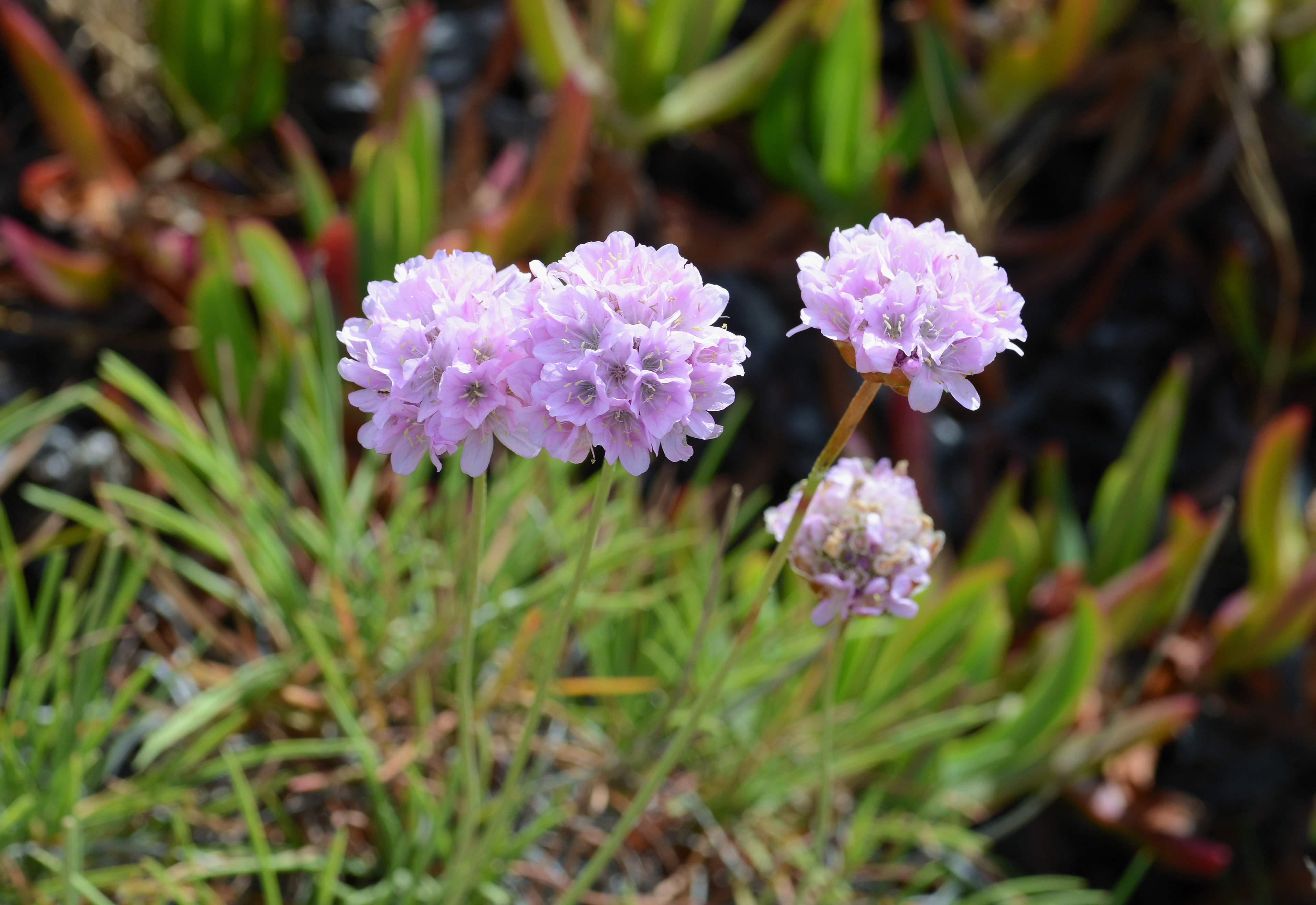
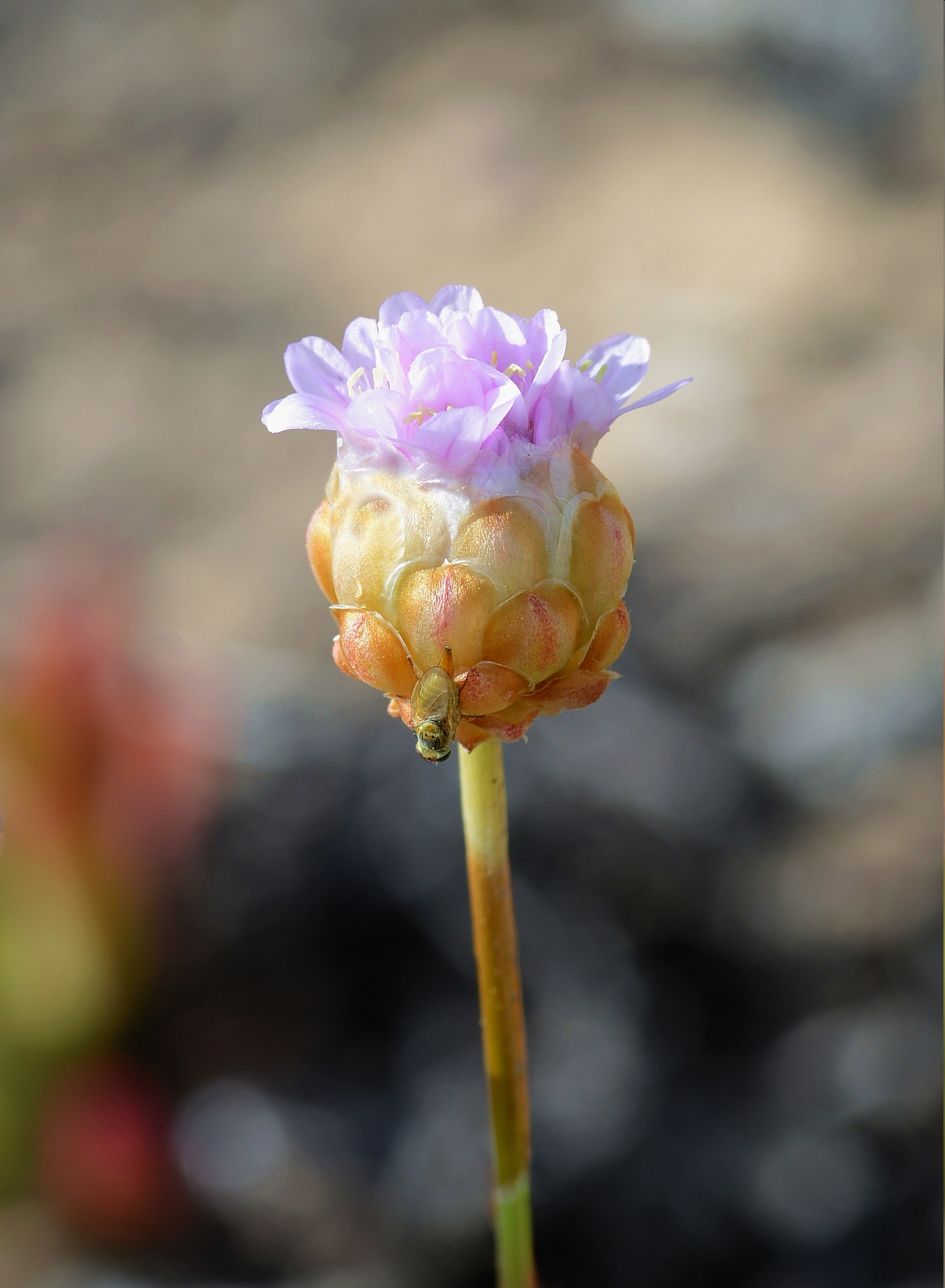